# 美濃屋忠助
美濃屋 忠助（みのや ちゅうすけ、生没年不詳）とは江戸時代末期の江戸の地本問屋。

## 来歴
幕末の天保から弘化年間に江戸の日本橋通3丁目において地本問屋を営業している。歌川国芳、歌川貞房の錦絵を出版している。

## 作品
- 歌川貞房 「山王御祭礼」 玩具絵 天保末[1]
- 歌川国芳 「鬼若丸の鯉退治」 大判3枚続 錦絵 弘化